# Rudolf Bereza
Rudolf Bereza (1942–2014) byl český disident. Proslavil se především dopisy, které psal prezidentu Gustávu Husákovi, a tím, že na prvomájové demonstraci v roce 1987 držel transparent na podporu Charty 77.

## Život
Rudolf Bereza se narodil v roce 1942 v Tovačově. Povoláním byl řidič autobusu. Proti komunistickému režimu dlouho nevystupoval. Teprve když v roce 1968 do Československa vpadly armády Varšavské smlouvy, stal se vůči režimu kritickým. Podepsal Chartu 77 a začal šířit samizdat. Měl blízko k Tomáši Hradílkovi, se kterým se účastnil mnoha odbojových aktivit.
Oba se proslavili dopisem, který spolu s dalšími lidmi adresovali prezidentu Gustávu Husákovi a který je známý jako „Dopis pěti dělníků“. V něm požádali prezidenta, aby abdikoval. Ještě známější se v disidentských kruzích stali, když spolu roku 1987 v Olomouci na prvomájové demonstraci nesli transparent s nápisem „Charta 77 vybízí k občanské kuráži.“ Napsal také další dopis prezidentu Husákovi, v němž ho žádal, aby propustil na svobodu politické vězně, a tento dopis odvysílalo rádio Svobodná Evropa. Jako disident byl mnohokrát zatčen a předveden k výslechu. StB také odposlouchávala jeho dům.
Po sametové revoluci se Bereza podílel na přechodu země od komunismu k demokracii. Angažoval se jako poslanec České národní rady za Občanské fórum a řídil olomouckou policii.